# آبشار ایروپو
آبشار ایروپو (به انگلیسی: Irupu Falls) آبشاری است که در کارناتاکا، هند واقع شده و ارتفاع کلی ریزشگاه آن ۱۷۰ پا است.